# Relazioni bilaterali tra Iran e Arabia Saudita

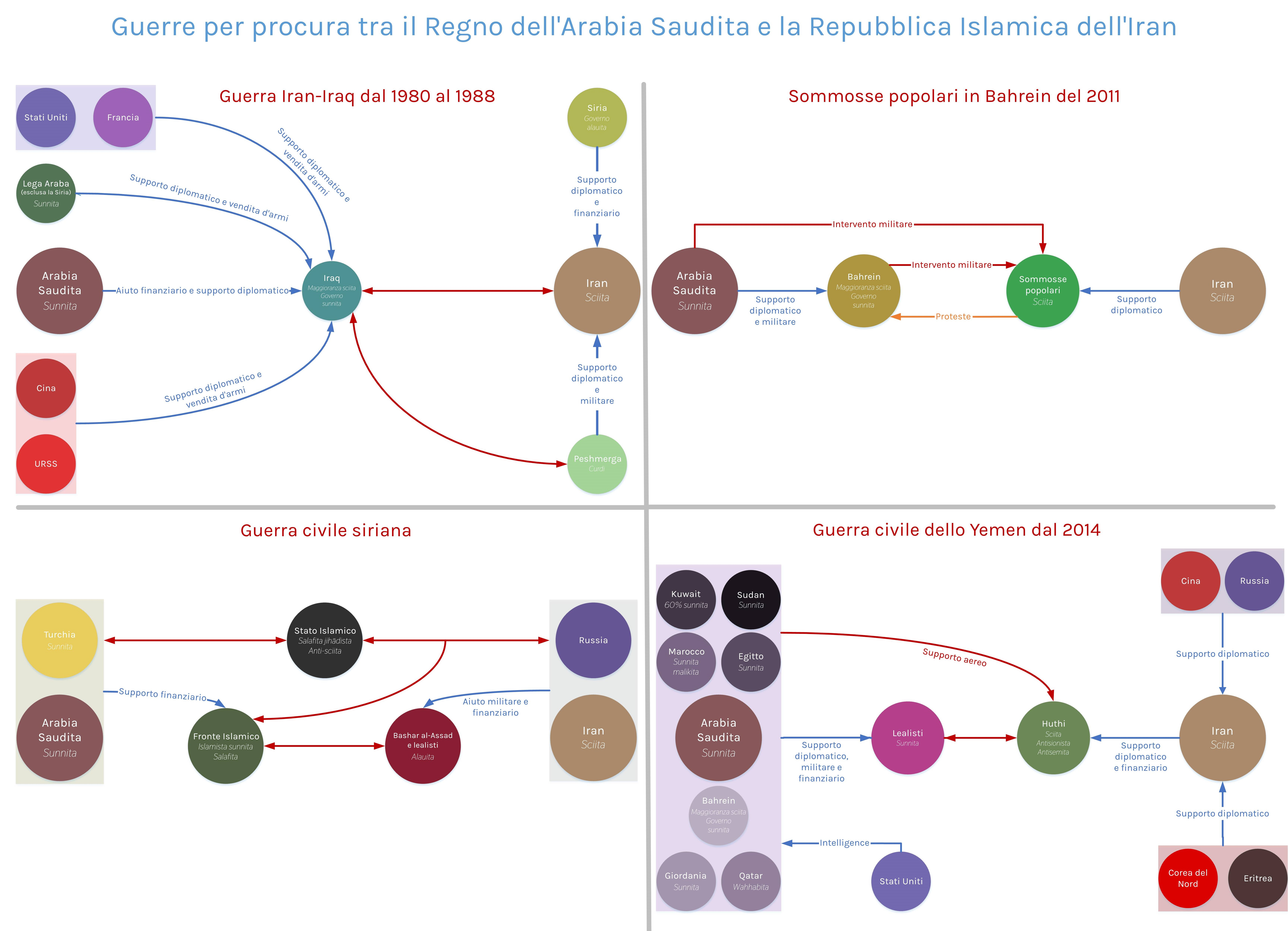
Guerre per procura tra Arabia Saudita e Iran.

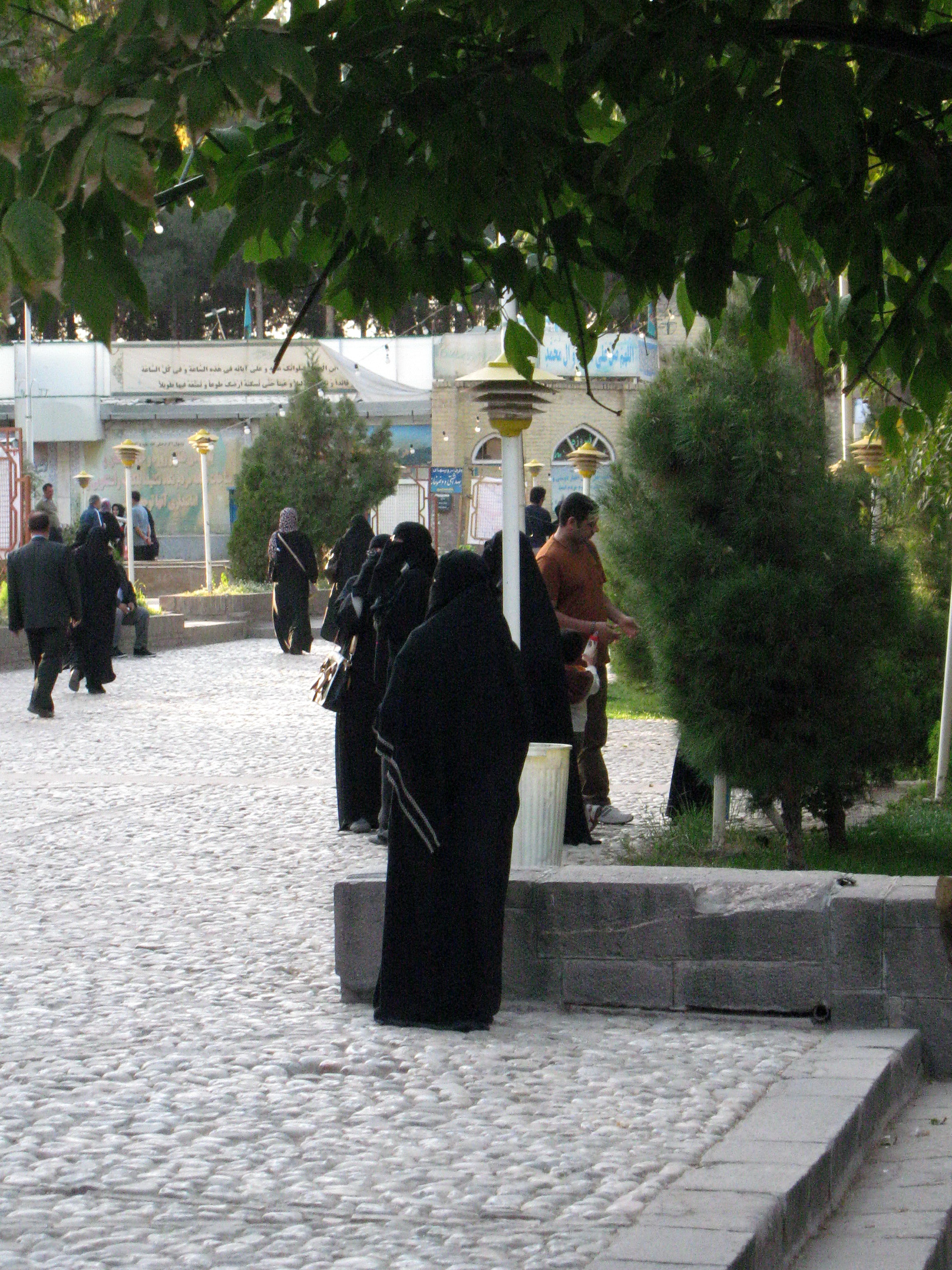
Donne saudite in Iran nel 2013.

Le relazioni bilaterali tra Iran e Arabia Saudita fanno riferimento ai rapporti diplomatici ed economici tra la Repubblica Islamica dell'Iran e il Regno dell'Arabia Saudita.
Il rapporto tra i due paesi è caratterizzato da una rivalità diplomatica di stampo religioso, in quanto il primo è il principale paese sciita, mentre il secondo è un'importante potenza sunnita.

## Storia
Le relazioni tra Arabia Saudita e Iran sono marcate dalla storica rivalità tra persiani e arabi e dall'ostilità tra sciiti e sunniti.
Tra le cause di questi dissidi ci fu la rivoluzione iraniana del 1979, che sconvolse la regione del Medio Oriente e rese il paese ostile agli Stati Uniti, in quanto alleati con i rivali sauditi. Lo stesso anno, presso la moschea della Mecca, ebbe luogo uno sequestro di ostaggi, il quale scosse ulteriormente il mondo musulmano. L'Arabia Saudita accusò l'Iran di aver fomentato questo attacco con l'obiettivo di esportare la sua rivoluzione e con la volontà di acquisire il primato del mondo musulmano. Al contrario, l'Iran incolpò l'Arabia Saudita di aver parteggiato per l'Iraq, sostenendo finanziariamente questo paese durante la guerra Iran-Iraq (1980–1988).
I due paesi ruppero per la prima volta le relazioni diplomatiche tra il 1987 e il 1991, a seguito di violenti scontri tra i pellegrini iraniani e le autorità saudite durante il pellegrinaggio alla Mecca nel 1987. L'Ayatollah Khomeyni aveva proclamato poco prima di questi avvenimenti che la Mecca e Medina erano governate da "eretici", contestando così alla famiglia reale saudita il suo ruolo di custode dei luoghi santi.

### Il programma nucleare iraniano
Nel 2010, Wikileaks, pubblicando cablogrammi confidenziali ricevuti dalle ambasciate americane, ha rivelato le serie preoccupazioni dei sauditi riguardo al programma di armamento nucleare iraniano. Secondo quanto riferito, il re saudita Abdullah bin Abdulaziz Al-Saud avrebbe detto ai diplomatici americani che "non ci si può fidare degli iraniani", esortando inoltre gli Stati Uniti a "tagliare la testa al serpente"(ovvero colpire militarmente l'Iran per impedirne l'approvvigionamento di armi nucleari).

### L'influenza delle popolazioni sciite negli Stati arabi del Golfo
I paesi arabi del Golfo sono tradizionalmente sunniti ma hanno forti minoranze sciite (tra il 10% e il 30%). Gli sciiti rappresentano addirittura la maggioranza in Iraq e Bahrain, ma non hanno il potere o non lo avevano (l'Iraq sotto Saddam Hussein). Sono visti dai regimi arabi come popolazioni potenzialmente sovversive comandate dall'Iran.
In Arabia Saudita, gli sciiti costituiscono solo tra il 10 e il 15% della popolazione, ma si trovano in maggioranza nella regione strategica di Al-Hasa, dove è concentrata gran parte dei giacimenti petroliferi del regno. Il regime saudita teme che questa popolazione alimenti l'irredentismo con l'Iran, da qui la sua politica di insediamento sunnita e di discriminazione contro gli sciiti.
Il clero sciita iraniano rivendica il 25% di sciiti in Arabia Saudita, dove sarebbero la maggioranza nelle regioni di Al-Hasa, Asir e Najran.

### Le guerre per procura tra Arabia Saudita e Iran
Le due grandi potenze del Golfo Persico si sono indirettamente scontrate più volte in diverse guerre per procura.
La prima tra queste guerre è stata la guerra Iran-Iraq tra il 1980 e il 1988, in cui l'Iraq è stato aiutato finanziariamente dall'Arabia Saudita (ma anche militarmente dalle potenze occidentali) in modo tale da tenere a bada la minaccia rivoluzionaria dell'Iran.
Con l'ondata delle primavere arabe nel 2011, sono state intraprese diverse insurrezioni popolari in Bahrain, paese a maggioranza sciita ma governato da un regime sunnita. L'Arabia Saudita ha quindi inviato il suo esercito nel paese per porre fine alla rivolta, la quale minacciava seriamente di rovesciare il regime sunnita, e per impedire che si allargasse la sfera d'influenza iraniana. Il piano del regno saudita era di impedire assolutamente all'Iran di stabilirsi sulla sponda meridionale del Golfo Persico alle porte dell'Arabia Saudita.
La complessa guerra civile siriana pone indirettamente i due Paesi in una continuativa situazione di conflitto. L'Iran è un alleato di lunga data di Bashar Al-Assad e non solo fornisce supporto diplomatico ma impiega anche mezzi militari: è stato stimato che 2 000 soldati iraniani fossero in Siria nell'ottobre 2015.
Sempre nell'ambito della messa in sicurezza dei propri confini, l'Arabia Saudita è coinvolta nella guerra civile in Yemen per contrastare l'influenza dell'Iran. Quest'ultimo sostiene la ribellione degli Huthi tramite invio di armi, sebbene l'organizzazione appartenga a un diverso ramo dello sciismo, lo zaydismo. L'Arabia Saudita, invece, sostiene il governo del presidente sunnita Hadi. Con il loro alleato in una situazione difficile, i sauditi hanno avviato un intervento militare diretto nel marzo 2015, guidando sulla loro scia una coalizione di paesi arabi o musulmani, in particolar modo l'Egitto. Questo intervento, effettuato tramite ingenti risorse aeree e terrestri e accompagnato da un blocco navale, è stato condannato dall'Iran, che lo ha definito un "assalto". In ottobre, le tensioni sono aumentate ulteriormente, quando la coalizione araba ha sequestrato una nave mercantile iraniana che trasportava, secondo fonti saudite, armi destinate agli Huthi. L'Iran ha tuttavia negato le accuse.
Nel complesso, l'Arabia Saudita teme la formazione di una mezzaluna sciita che si estende dall'Iran al Libano, passando per l'Iraq (guidato dalla maggioranza sciita dal rovesciamento di Saddam Hussein), la Siria (guidata da Bashar al-Assad, sciita alauita), lo Yemen, il Bahrain e nelle province saudite dove gli sciiti sono localmente a maggioranza.

### Conseguenze del dramma dell'Hajj del 2015

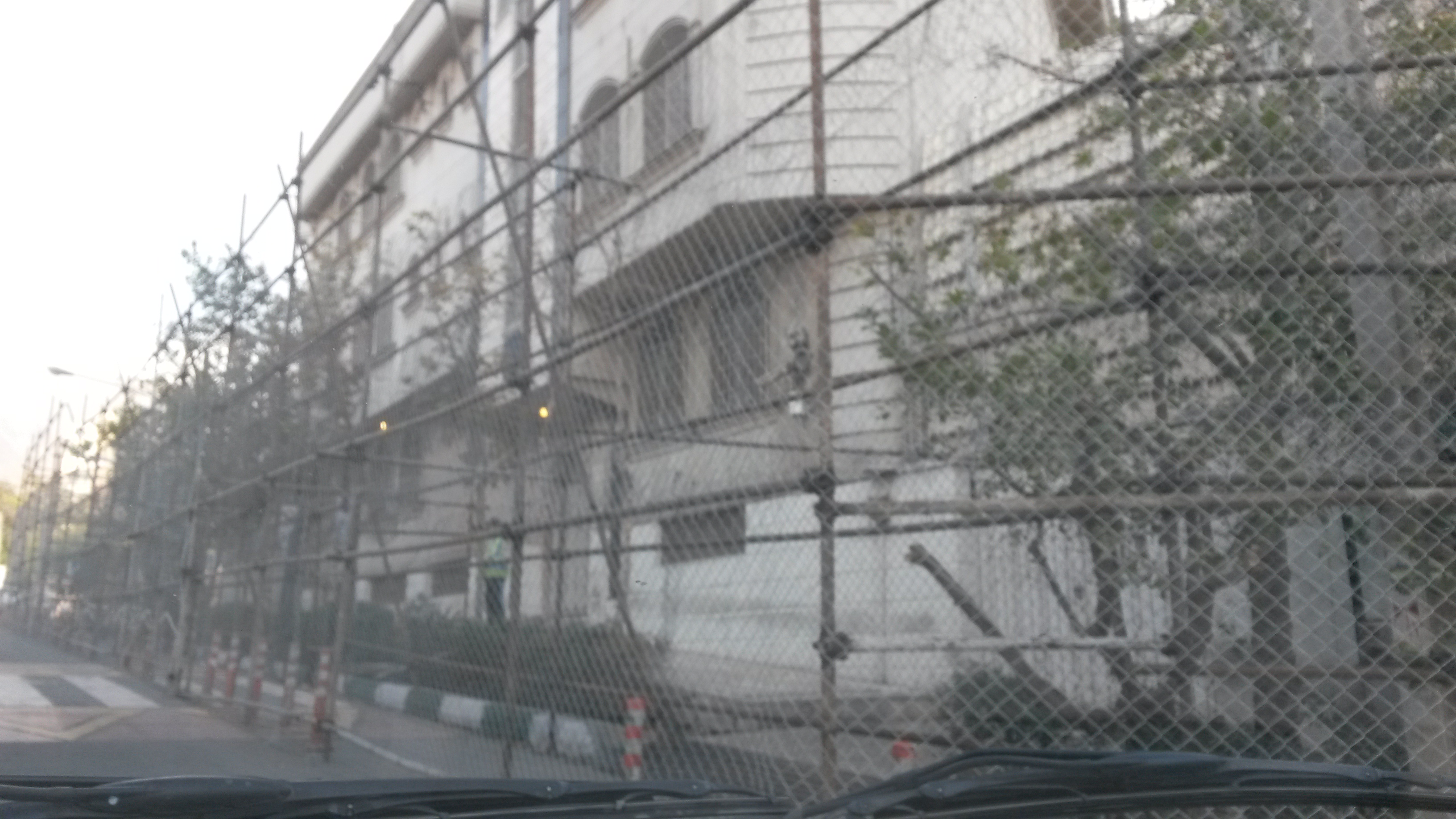
Ambasciata saudita a Teheran nel 2015, sotto protezione per evitare scontri.

Il 24 settembre 2015, una calca ha provocato più di 2 000 morti durante l'Hajj. L'Iran, che ha denunciato 464 vittime, ha criticato l'Arabia Saudita per non aver garantito la sicurezza dei pellegrini.

### Prezzi del petrolio storicamente bassi
Dalla fine del 2014 si è registrato un drastico calo dei prezzi del petrolio: un barile di brent, che all'inizio del 2014 si aggirava intorno ai $110, valeva solo $52 nel gennaio 2015 e $37 nel gennaio 2016. Tuttavia le esportazioni di petrolio rappresentano il 90% degli introiti del regno saudita. Il 2015 segna quindi un primo deficit storico per l'Arabia Saudita, che è costretta ad applicare un programma di austerità senza precedenti. La prospettiva del ritorno dell'Iran sul mercato petrolifero dopo l'accordo sul suo programma nucleare non favorirà un ritorno a prezzi più alti per il Brent.

### Rottura delle relazioni diplomatiche nel 2016
Il 2 gennaio 2016, L'Arabia Saudita ha giustiziato lo sceicco saudita Nimr Baqir al-Nimr, religioso sciita. In risposta, gli iraniani hanno attaccato l'ambasciata saudita a Teheran. Il presidente iraniano Hassan Rouhani ha successivamente criticato l'esecuzione dello sceicco, condannando tuttavia anche il vandalismo ai danni dell'ambasciata. Tuttavia, il 3 gennaio il ministro degli Esteri saudita Adel al-Jubayr ha annunciato la rottura delle relazioni diplomatiche, accusando in particolare l'Iran di "sponsorizzare il terrorismo".
In seguito, tre paesi arabi sunniti (Bahrain, Sudan e Kuwait) hanno a loro volta interrotto le loro relazioni diplomatiche con l'Iran.

### Tentativo di riconciliazione
Il 2022 è stato segnato dalla ripresa dei negoziati tra i due paesi, l'Arabia Saudita, pur temendo il potenziale destabilizzante dell'Iran, ha mostrato la volontà di ridurre le tensioni con quest'ultimo e di trovare un accordo, in particolar modo sulla questione yemenita. I due paesi avrebbero così avviato discussioni su un accordo per l'apertura reciproca di ambasciate.
Il 2 novembre 2022, gli Stati Uniti hanno dichiarato di temere un attacco militare iraniano contro i sauditi. 
Successivamente, agli inizi del 2023, grazie alla mediazione della Cina, sono state ristabilite ufficialmente le relazioni diplomatiche.

## Relazioni economiche
A causa delle relazioni politiche precarie, il commercio bilaterale è esiguo. L'Atlas of Economic Complexity del MIT riporta nel 2013 111 milioni di dollari di esportazioni dall'Iran all'Arabia Saudita (principalmente cemento e prodotti agricoli) e 80 milioni di dollari nell'altro senso, inclusi carta e prodotti petrolchimici.